# Kościół św. Jana Apostoła i Ewangelisty w Polskowoli
Kościół pod wezwaniem świętego Jana Apostoła i Ewangelisty w Polskowoli – kościół parafialny parafii Świętego Jana Apostoła w Polskowoli.

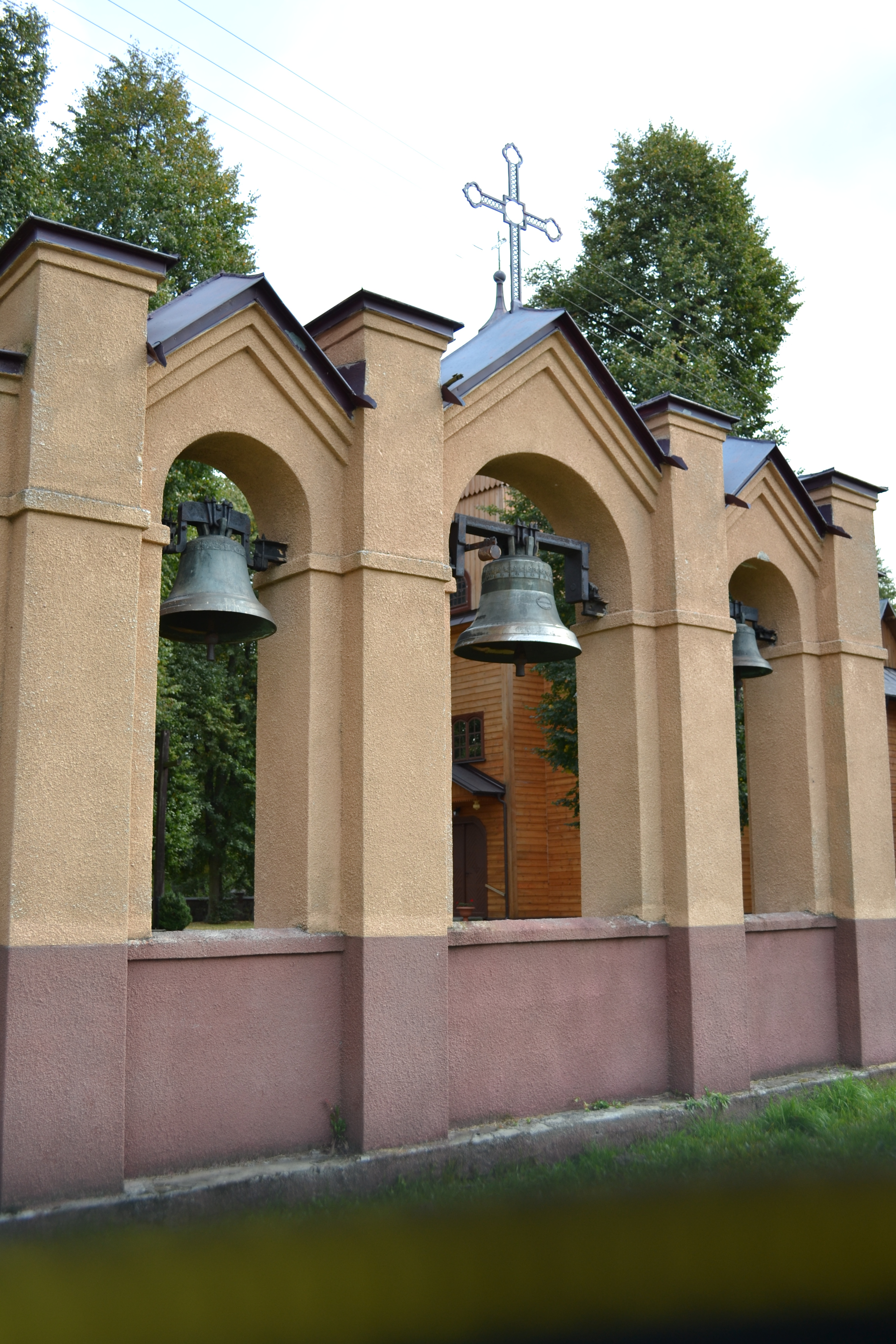
Dzwonnica

Pierwszą drewnianą świątynię wybudował w XVIII w. Filip Szaniawski. Stała się ona siedzibą parafii w ówczesnej wsi Ruskowoli (wieś po odzyskaniu niepodległości przemianowano na Polską wolę). Kościół ten w roku 1875 przez zaborcę rosyjskiego zamieniony został na cerkiew prawosławną. Parafię odnowiono w roku 1919. Obecny drewniany kościół parafialny wybudowano w roku 1921 staraniem ks. Józefa Makarewicza.